# Physalis melanocystis
Physalis melanocystis là loài thực vật có hoa trong họ Cà. Loài này được (B.L. Rob.) Bitter miêu tả khoa học đầu tiên năm 1924.